# Liste der Monuments historiques in Coulandon
Die Liste der Monuments historiques in Coulandon führt die Monuments historiques in der französischen Gemeinde Coulandon auf.

## Liste der Bauwerke
| Bezeichnung          | Beschreibung                           | Standort | Kennzeichnung | Schutzstatus | Datum | Bild           |
| -------------------- | -------------------------------------- | -------- | ------------- | ------------ | ----- | -------------- |
| Kirche St-Martin     | Erbaut im 12. Jahrhundert              | (Lage)   | PA00093070    | Classé       | 1913  | weitere Bilder |
| Château de la Presle | Schloss, erbaut ab dem 17. Jahrhundert |          | PA03000059    | Inscrit      | 2021  |                |

## Liste der Objekte
| Bezeichnung                          | Beschreibung    | Standort                       | Kennzeichnung | Schutzstatus | Datum | Bild |
| ------------------------------------ | --------------- | ------------------------------ | ------------- | ------------ | ----- | ---- |
| Zwei Bleiglasfenster: Martinsfenster | 13. Jahrhundert | in der Kirche St-Martin (Lage) | PM03000083    | Classé       | 1903  |      |